# JK Vaprus Pärnu
Maillots
Actualités
Dernière mise à jour : 26 avril 2019.
Le JK Vaprus Pärnu est un club estonien de football basé à Pärnu.

## Historique
- 1922 : fondation du club
- 2011 : Fusion avec le Pärnu JK et avec le Pärnu Kalev pour former le Pärnu Linnameeskond.
- 2015 : Le nouveau club accède pour la première à la première division
- 2017 : Fin de la fusion le JK Vaprus Pärnu conserve la place en Meistriliiga.
- 2018 : Relégation en Esiliiga

## Palmarès
Esiliiga (2) : 2005 et 2020

## Personnalités du club

### Anciens joueurs
- Tihhon Šišov
- Sergei Zenjov